# Erskine (del av en befolkad plats)
Erskine är en del av en befolkad plats i Australien. Den ligger i kommunen Mandurah och delstaten Western Australia, omkring 69 kilometer söder om delstatshuvudstaden Perth. Antalet invånare är 3 099.
Närmaste större samhälle är Mandurah, nära Erskine. 
Runt Erskine är det mycket glesbefolkat, med 5 invånare per kvadratkilometer. Genomsnittlig årsnederbörd är 1 043 millimeter. Den regnigaste månaden är maj, med i genomsnitt 187 mm nederbörd, och den torraste är februari, med 6 mm nederbörd.